# Bombe guidée
Pour les articles homonymes, voir GBU.
Une bombe guidée (en anglais, smart bomb, guided bomb unit ou GBU) est un engin explosif largué depuis un avion ayant un système de guidage capable d’orienter sa chute vers un objectif précis. L'armée de l'air américaine a résumé l'intérêt du guidage des munitions de la manière suivante : « Durant la Seconde Guerre mondiale il fallait 9 000 bombes pour toucher une cible de la taille d'un abri pour avion. Au Viêtnam, 300. Aujourd'hui nous pouvons le faire avec une munition guidée par laser tirée depuis un F-117. »
Une bombe guidée parcourt moins de distance qu’un missile air-sol et est plus précise qu’une bombe classique.

## Historique

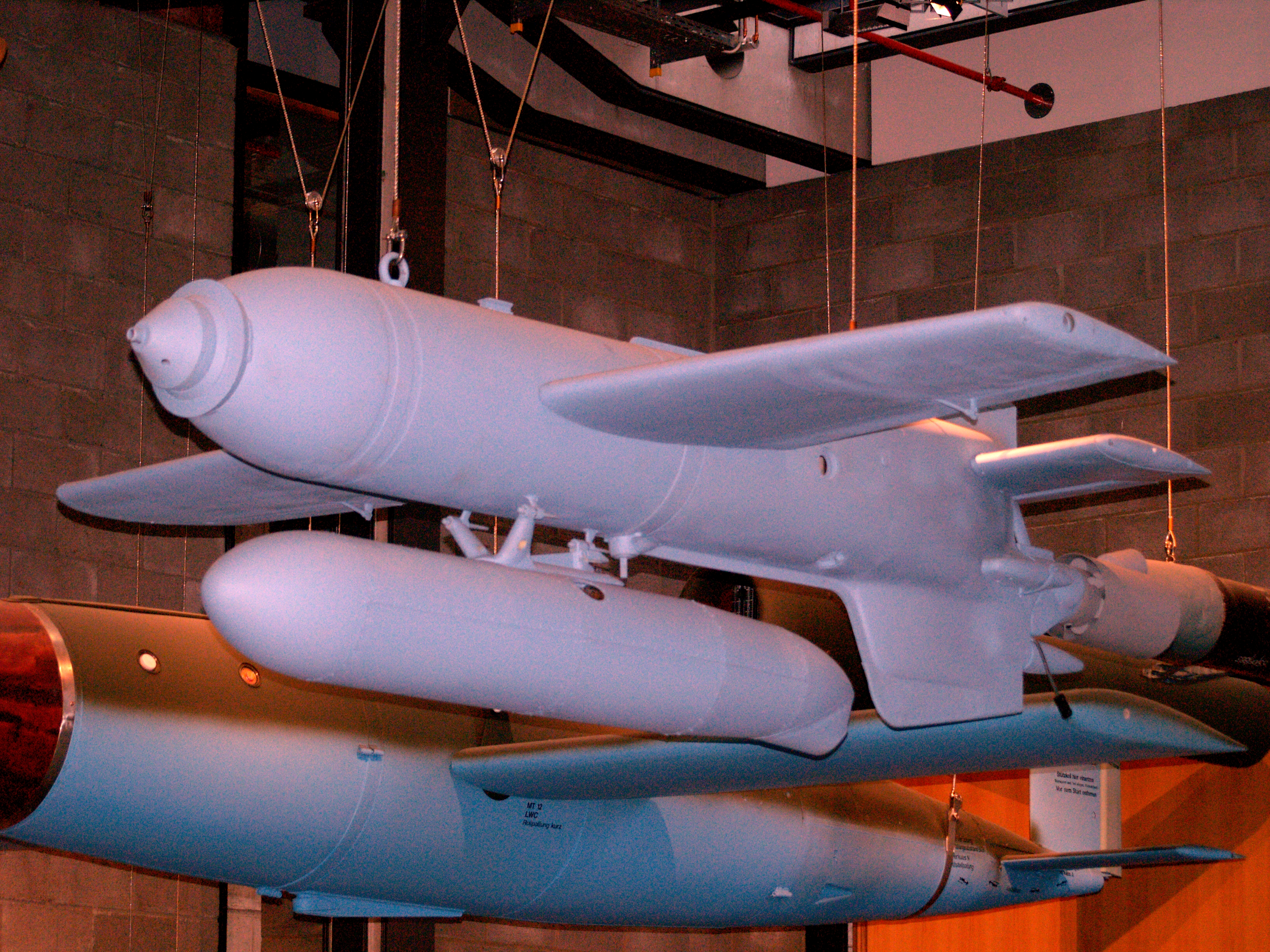
Bombe Henschel Hs 293 A.

Les premières bombes guidées sont les Henschel Hs 293 A allemandes, dont le développement a débuté en 1939. Elles étaient constituées d’une bombe de 500 kg, et d’un système de guidage combinant un gyroscope et un récepteur radio. Ce type de bombe est utilisé pour la première fois en 1943. Peu après c’est le Fx 1400 Fritz X qui est développé par les Allemands. Dans le même temps les Américains développent la bombe Azon (Azimuth Only) et la Bat, guidée par radar.

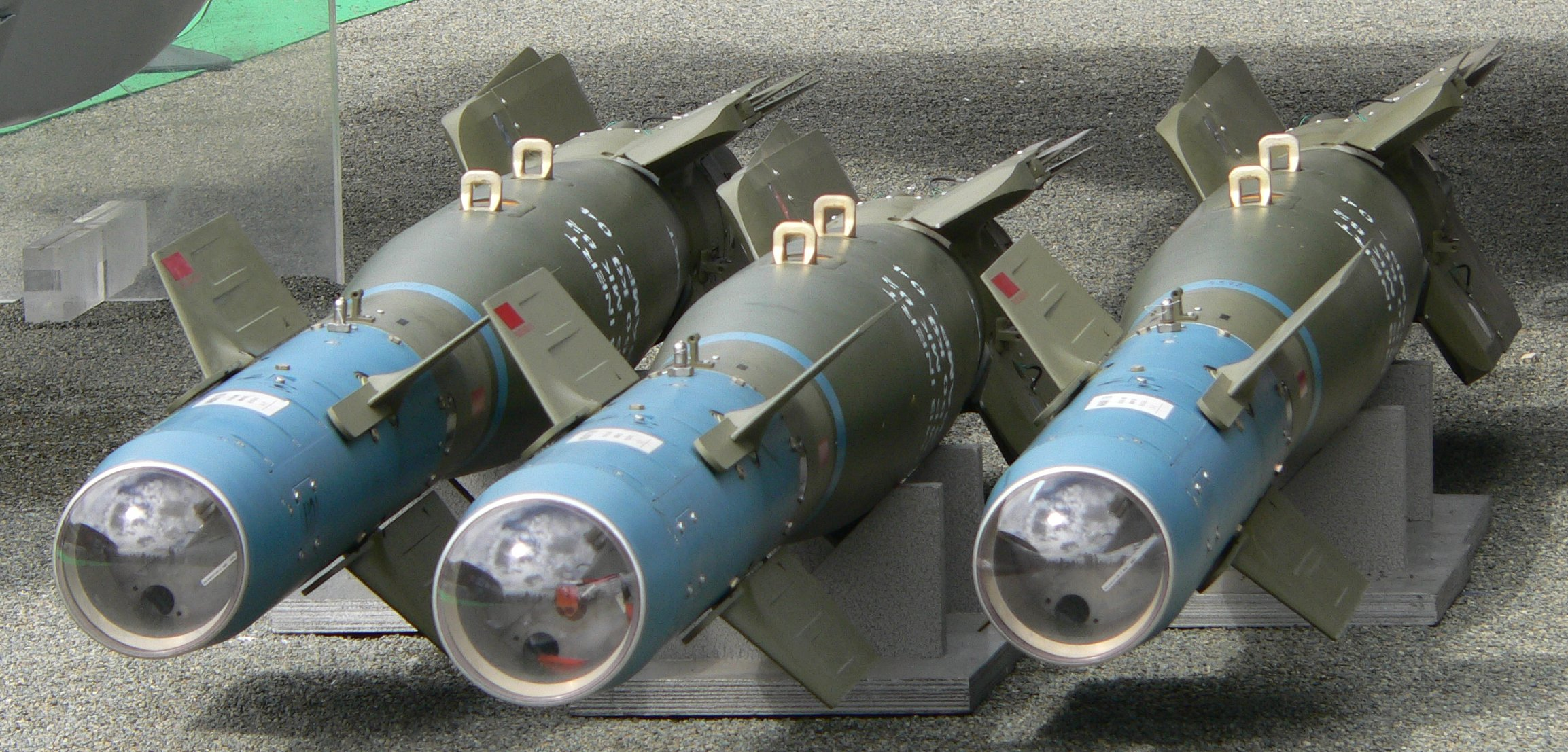
Bombes GBU-22, il s'agit de corps de bombe Mk 82 équipé du kit Paveway.

Pendant la guerre du Viêt Nam, le Paveway américain marque l’apparition des bombes guidées par laser. Un avion, alors le F-4 Phantom II, embarque la bombe et un désignateur laser chargé d’illuminer la cible. 
Au cours de la guerre Iran-Irak, quelques GBU-10 Paveway I furent déployées à partir des quelques F-4D encore opérationnels au sein de la force aérienne iranienne. Équipés du désignateur laser de première génération « Zot Box », les F-4D devaient voler en ligne droite à moyenne altitude afin que l'officier des systèmes d'armes puisse désigner la cible et la marquer. Cette procédure risquée fut à l'origine de nombreuses pertes dès les premières attaques menées avec les Paveway I. Le commandement de la Force aérienne de la république islamique d'Iran estima le taux de perte des F-4D désignateurs bien trop élevé par rapport aux pertes rencontrées au cours des missions de bombardement classique menées par les F-4E, il en résulta la mise à l'écart des frappes par bombe guidée par laser. 
Quelques années plus tard, ce type de bombe prouve son efficacité lors de l’opération El Dorado Canyon (bombardement de la Libye par les États-Unis en 1986). Pendant la guerre du Golfe de 1990-91, près de 8 000 bombes guidées par laser sont utilisées, en majorité des Paveway II.
Les bombes guidées par télévision telle l'AGM-62 Walleye sont développées pour la guerre du Viêt Nam et utilisées massivement pendant la guerre du Golfe.